# Luján Pérez y su Tiempo

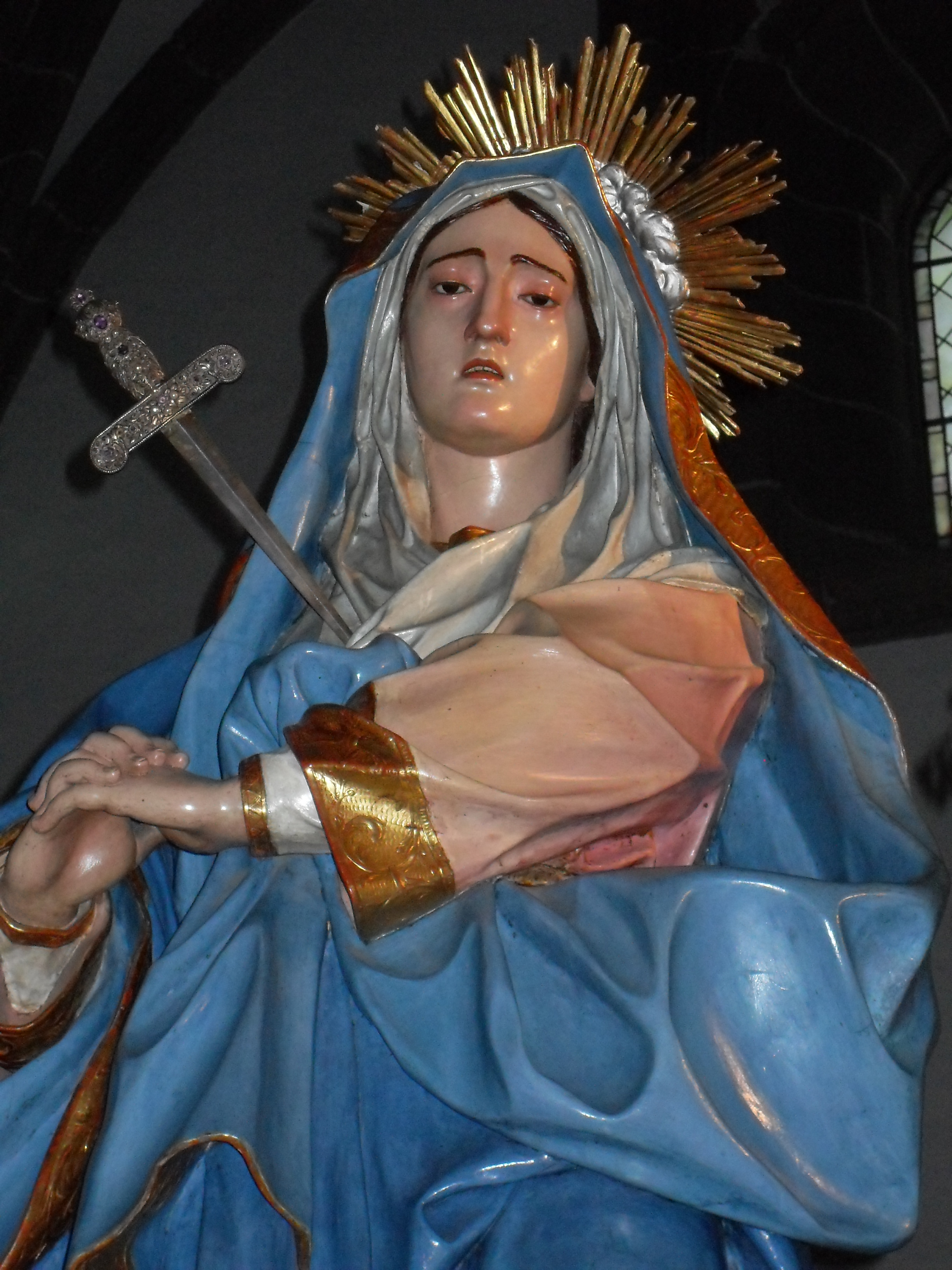
Nuestra Señora de los Dolores, fue la imagen que ocupó el cartel de la Exposición de Luján Pérez y su Tiempo.

«Luján Pérez y su tiempo» , fue una exposición para conmemorar el 250º aniversario del nacimiento del máximo exponente de la escultura barroca en Canarias, José Luján Pérez. La exposición estuvo abierta al público desde 9 de mayo al 9 de julio de 2007. Tuvo tres sedes la Casa de Colón de Las Palmas de Gran Canaria, la parroquia y el teatro municipal de Santa María de Guía, en la isla de Gran Canaria,(Islas Canarias , España).

## Organización de la Exposición
La exposición fue organizada por la Fundación Canaria Luján Pérez junto con el Gobierno de Canarias, el Cabildo de Gran Canaria y el Ayuntamiento de Santa María de Guía.
La exposición contó con 200 piezas en su mayoría obra del escultor guiense , estas piezas tratan la temática religiosa y se dividieron en varias secciones por este motivo se habilitaron tres sedes para ello.La exposición contó con piezas procedentes de la isla de Gran Canaria con 139 piezas , Tenerife con 43 piezas, Fuerteventura con 2 piezas, Lanzarote con 7 piezas y de la península ibérica contó con 8 piezas procedentes de Madrid, Cáceres, Valladolid y Navarra.

## Sedes
- La Casa de Colón acogió la sección José Luján Pérez: el ayer y el hoy en donde es mostrada la nueva concepción ilustrada de la escultura en el archipiélago canario. En esta sede de la exposición se sitúa la obra de Luján en el contexto de las realizaciones plásticas de ámbito nacional. Esta sección contó con obras tales como la Dolorosa de la Catedral de Canarias, la Virgen de Gloria de la iglesia de san Juan Bautista de La Orotava y Nuestra Señora de las Mercedes de Santa María de Guía.[2]

- La Parroquia de Santa María de Guía acogió la sección de El ideario artístico de Luján Pérez: expresión religiosa y estética escenográfica esta parte de la exposición muestra los pasos procesionales de Semana Santa, que reflejan el sentimiento sacro del escultor, y varios proyectos arquitectónicos de Luján Pérez.[2]

- Teatro Municipal de Santa María de Guía alojó la sección de Luján Íntimo en esta sección se encontraba la mayor parte de sus obras para la Semana Santa de Gran Canaria y Tenerife entre ellas las Dolorosas de Gáldar y Guía y la Virgen de la Soledad de la ciudad de Telde, los Crucificados de Teror y Telde. Así como obras de escultores que le siguieron como Fernando Estevéz de Salas y Silvestre Bello.[2]

## Actividades organizadas
Entre las actividades organizadas cabe destacar los recorridos guiados por 19 templos de la isla de Gran Canaria donde se encontraban 42 piezas del imaginero guíense así como itinerarios por sus espacios arquitectónicos, especialmente en torno a la Catedral de Canarias.Cabe destacar que profesores de varias universidades entre ellas la Universidad de Las Palmas de Gran Canaria, la Universidad de La Laguna, la Universidad Complutense de Madrid, la Universidad de Málaga y la Universidad de Granada participaron en estas actividades.